# Cantone di Chéroy
Il Cantone di Chéroy era una divisione amministrativa dell'arrondissement di Sens.
È stato soppresso a seguito della riforma complessiva dei cantoni del 2014, che è entrata in vigore con le elezioni dipartimentali del 2015.
Comprendeva i comuni di:
- La Belliole
- Brannay
- Chéroy
- Courtoin
- Dollot
- Domats
- Fouchères
- Jouy
- Montacher-Villegardin
- Saint-Valérien
- Savigny-sur-Clairis
- Vallery
- Vernoy
- Villebougis
- Villeneuve-la-Dondagre
- Villeroy